# Изпросен скандал
„Изпросен скандал“ (на английски: Panhandle Scandal) е американски анимационен филм от 1959 година, създаден от Уолтър Ланц като част от поредицата за Уди Кълвача.

## Сюжет
Чудатият Денвър Дуули, изпечен бандит с обявена награда за главата му, пристига на прага на тексаското градче Ригор Мортис и вижда табела с надпис „Бандитите не са добре дошли“, подписана от „Уди Кълвача, шериф на този град“. Заинтригуван той влиза в града и срещайки един мексикански работник, го пита къде може да открие шерифа. Мексиканецът, макар много добре да знае, отговаря, че няма представа. Дуули отива в близкия бар и причинява неприятности, а в този момент пристига Уди. Възниква разправия между тях, Дуули удря Уди и след това го подгонва навън. Тичайки след „червенокосия“, той отново среща мексиканеца и го пита дали това е шерифа, а онзи пак казва, че не знае. След продължителна гонитба по улиците на града, Дуули отново среща мексиканеца и убеден, че дотогава е преследвал шерифа, пита на къде е избягал. Тогава мексиканеца разкрива, че през цялото време е съдействал на Уди и го арестува.

## В ролите
Персонажите във филма са озвучени с гласовете на:
- Грейс Стафорд като Уди Кълвача